# Samuel (drengenavn)
 For alternative betydninger, se Samuel. (Se også artikler, som begynder med Samuel)
Samuel er et drengenavn, der stammer fra det hebraiske navn שמואל (Shemu'el), som kan betyde enten "Guds navn" eller "Gud har hørt". Navnet kendes fra den gammeltestamentelige Samuel. I kristen tradition blev navnet først anvendt efter reformationen.
Varianterne af navnet omfatter Sami, Sammy, Sam og Sammi. Pr. 1. januar 2018 bærer omkring 3.100 danskere et af disse navne ifølge Danmarks Statistik.
Navnet forekommer også som efternavn.

## Kendte personer med navnet
- Sam Smith, fulde navn Samuel Frederick Smith, engelsk sanger og sangskriver.
- Samuel Beckett, irsk forfatter.
- Sam Besekow, dansk skuespiller og instruktør.
- Samuel Langhorne Clemens, amerikansk forfatter, kendt som Mark Twain.
- Samuel Colt, amerikansk opfinder.
- Samuel Eto'o, camerounsk fodboldspiller.
- Samuel Hahnemann, tysk læge og farmaceut.
- Sami Hyypiä, finsk fodboldspiller.
- Samuel L. Jackson, amerikansk skuespiller.
- Samuel Joensen-Mikines, færøsk maler.
- Samuel Johnson, engelsk forfatter og litteraturkritiker.
- Sam Kaner, amerikansk/dansk billedhugger.
- Samuel Morse, amerikansk opfinder.
- Sam Peckinpah, amerikansk filminstruktør.
- Samuel Rachlin, dansk journalist.
- Sam Shepard, amerikansk skuespiller.
- Samuel Fuller, amerikansk filminstruktør.

## Navnet brugt i fiktion
- Uncle Sam er personifikationen af USA.
- Sams Bar er en amerikansk tv-komedieserie med Ted Danson som Sam Malone.
- I Am Sam er titlen på en amerikansk film fra 2001.